# Politiska rörelsen Socialdemokraterna
Politiska rörelsen Socialdemokraterna, Politicesko Dviženie "Socialdemokrati" (PDS), är ett socialdemokratiskt parti i Bulgarien.
I parlamentsvalen 2001 och 2005 tillhörde PDS valalliansen Koalition för Bulgarien, i november 2021 var man en del av koalitionen Vi fortsätter förändringen. 